# Déri Miklós
Déri Miklós (Sárvár, 1964 –) fotóművész, fotóriporter, szerkesztő.

## Életpályája
Édesapja jogász, édesanyja adminisztrátor volt. Déri kétéves volt, amikor Győrbe költöztek, majd szülei válása után, édesanyjával Pestre. 1986–tól a Magyar Iparművészeti Egyetemen Fotó és alkalmazott grafikai szakirány és vizuális kommunikáció-tervező szakon tanult és 1990-ben diplomázott. Végzettségét tekintve: fotó és alkalmazott grafikai szakirányú vizuális kommunikációs tervező.

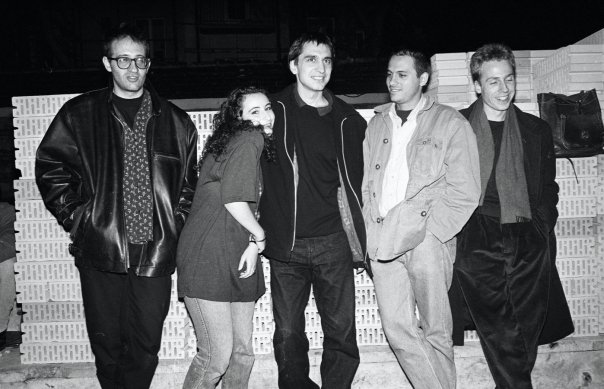
Az I Love You együttesben, jobbról a második (Pohárnok Gergely felvétele)

1991–1993 között az Európai Utas kulturális folyóiratnál fotóriporterként helyezkedett el, de már 1992-től a rendszerváltás utáni időszak egyik meghatározó alternatív kulturális/politikai hetilapjánál, a Magyar Narancsnál dolgozott fotóriporter/képszerkesztő/fotórovat-vezetőként 2005-ig. Meghatározó szerepe volt a kultikusnak számító lap jellegzetes arculatának kialakításában, a lap szellemiségét tükröző független dokumentarista képvilág megteremtésében.  Emellett 1999–2002 között a Kreatív marketing szaklapnál, képszerkesztő, fotórovat vezető, vezető fotóriporter, 2001–2003 között a Médiamix kommunikációs folyóiratnál szerkesztő, fotóriporter és 1999–2002 között a Kreatív marketing szaklapnál képszerkesztő, fotórovat vezető. 2002-től nyolc éven át a fotográfia speciális területén tevékenykedett: a magyar Miniszterelnöki Hivatal megbízásából a miniszterelnök fotó-dokumentációs osztályát vezette, majd 2009-2010-ben annak vizuális kommunikációs szaktanácsadója volt. 2003–-tóla Szellemkép Szabadiskola fotóriporteri szaktanára. Tanít a Lumiere Filmiskolában is.
2010 óta a társadalmi kérdésekre különösen érzékeny, elkötelezett fotóművészként, projektszerűen tematikus, az égetően aktuális problémákra reflektáló szubjektív dokumentarista fotóesszé-sorozatokon dolgozik.
2010-től több száz fekete-fehér portrét és csoportképet készített a nyolcvanas-kilencvenes évek alternatív ellenkultúrájának emblematikus figuráiról, jellegzetes arcairól, illetve az ehhez a szubkultúrához kapcsolódó világ meghatározó szereplőiről. A több évig készített képanyagból Arcok címmel jelent meg fotóalbum (2016) a Capa Központ kiadásában, illetve a Deák Erika Galériában tárlaton is látható volt egy válogatás a kötet anyagából.

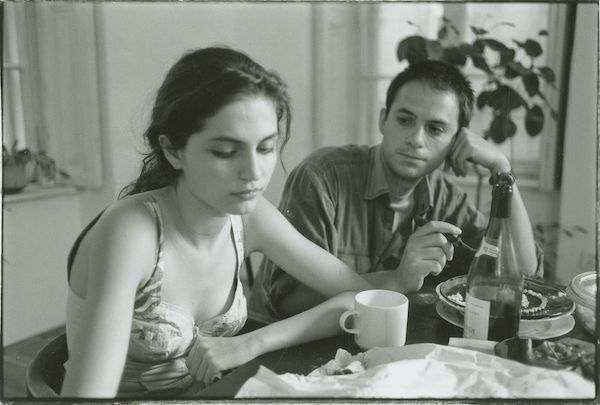
Marozsán Erikával a Rám csaj még nem volt ilyen hatással című filmben (Pohárnok Gergely felvétele)

2017-ben, ipari környezetben, mindennapjaik helyszínén készített rendhagyó portréfotókat gáz- és olajmunkásokról. A 2015-ben született sorozat kulisszájaként az algyői gázüzem szolgált, ebben a közegben szokatlan módon, különleges beállításokban jelentek meg az évtizedekig az olajiparban dolgozó szereplők. A portrésorozat képeiből Szegeden Egy aranykor emlékei címmel rendeztek kiállítást.
2015-ben Roma test című sorozatában roma közéleti szereplőkről fotografált beállított, komponált portrépárokat, amelyekben szembeállította a romákkal kapcsolatos sztereotípiákat a „modellek” valódi életével, a világban betöltött valós pozíciójával. Ezekkel a véleményfotókkal megmutatta a negatív sztereotípiák abszurditását. Roma témájú képeivel több nemzetközi kiállításon vett részt, többek között láthatók voltak Prágában, és Berlinben. Ugyanebben az évben menekültekrő készített riport- illetve hírképszerű, hagyományos „migránsábrázolástól” eltérő megközelítésben, környezetben és életszituációban portrékat. A sorozat képei – a hosszú menekülést egy-egy percre megállítva – nem a menekülő „migránst”, hanem a menekülésre kényszerített ember tragikus tortúrájának egy viszonylag békés pillanatát rögzítették. A budapesti Köztársaság téren felvett sorozat képeit kiállították Zürichben, a képek meghívottként szerepeltek a Magnum csoport migrációval kapcsolatos fotóiból összeállított vándorkiállításon.
2017-ben portrésorozatot készített a Törökbálinti Tüdőgyógyintézet légzésrehabilitációs osztály munkatársainak mindennapi, áldozatos munkájáról. A képek (Artner Szilvia interjúival) 2018-ban jelentek meg az Ápolók című kötetben, a Légzéssel a Lélekért Alapítvány kiadásában. 2017-től a Metropolitan Egyetem riportfotó specializáció vezetője.
Tematikus sorozatokban szűkebb környezetét, az egykor hírhedt, ma gyökeresen átalakulóban lévő budapesti Józsefváros jellegzetes helyszíneit járja be. Autonóm fotóriportjaiban – a Rákóczi téri vásárcsarnokot és a környék slumosodott, lepukkant utcáit használva kulisszaként –csoportos portrékon, meghökkentő zsáner „élőképeken” örökíti meg a környék sajátos mikrovilágát, atmoszféráját, jellegzetes figuráit. A VIII. kerület különleges hangulatát rendkívüli nézőpontból láttató képeiből 2018-ban a budapesti Goethe Intézetben mutattak be válogatást.
Fotóival számos hazai és nemzetközi kiállításon vett részt, munkásságát 2016-ban André Kertész-nagydíjjal jutalmazták. Szakmai szervezeti tagságai: Fotóművészek Szövetsége, Nemzetközi Újságíró Szövetség, Magyar Újságírók Országos Szövetsége.
A fényképezés mellett kipróbálta magát a művészet egyéb területein is: zenélt az I Love You zenekarban, és főszerepet játszott a Rám csaj még nem volt ilyen hatással című játékfilmben. A Reich Péter rendezte filmben egy Miklós nevű fényképészt alakít Marozsán Erika partnereként.

## Munkássága

### Kiállítások

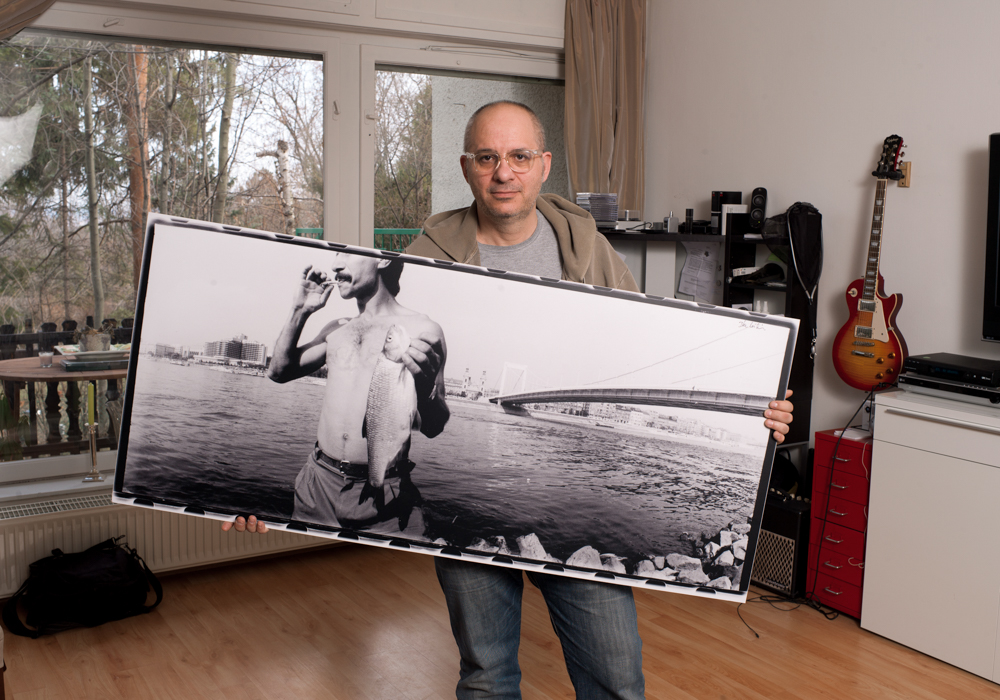
Urbán Ádám PéldaKÉPek sorozatából egyik művével

Első önálló kiállítását a nyolcvanas évek végén Moszkvában és Leningrádban készült, autonóm fotóriportjának képeiből rendezte a Tölgyfa Galériában. A kiállítás képanyagát Moszkvában is bemutatták.
- 2023
  - Salföld, Bányakert, Bebírók körkép[13]
  - Budapest, Józsefváros, Rákóczi tér, VIII P[14]
- 2022 Salföld, Bebírók[15][16]
- 2021
  - Műcsarnok, Budapest, Kik vagyunk | Fotográfiák képzőművészekről (csoportos)[17][18]
  - Budapest, Kiscelli Múzeum, Élet / Kép (csoportos)[19]
- 2020 - „R., a Rákóczi tér vizuális naplója”[20][21]
  - „Újpest 180”[22]
- 2019
  - Oberwart (A)  „Die Politik des Roma–Körpers“
  - Budapest, Nem Adom Fel, „Portrék“
  - Berlin, CLB Galery, „Acht“
  - Budapest, Liget galéria, „Amerika“
  - Berlin, „Átmenet”[23]
- 2018
  - Luxemburg, (CinEst) „Roma Body Politics“
  - Budapest, Goethe Institute Nyolc[24]
- 2017
  - Bukarest, ERIAC,  „Roma Body Politics“
  - Budapest, Rákóczi téri csarnok, „Rákóczi tér“
  - Miskolc, Miskolci galéria „Nagy utazás“ (csoportos)
  - Budapest, Müszi galéria, „Menekültek“ kiállítás (csoportos)
- 2016
  - Budapest, Történeti Múzeum, „Gyerek Kor/Kép“ (csoportos)
  - Prága, Goethe intézet, „Roma ellenállás“ (csoportos)
  - Bécs, Westlicht galéria, csoportos kiállítás „Menekültek“
  - Zürich, photobastei, „Menekültek“ közös kiállítás a Magnum fotó ügynökséggel
- 2015
  - Szeged, Reök galéria, „Olajmunkások“
  - Budapest, Galery 8, „Roma test politikája“ („Roma test I. - Nincs ártatlan kép”)[25][26]
  - Deák Erika Galéria, „Arcok“[27]
  - Bálint ház, „Menekültek“
- 2012 - ASA galéria, „Oroszország“
- 2003 - Stúdió galéria „Magyar Narancs“
- 1999 - Moszkva, Magyar kulturális központ „Pétervár“
- 1998 - Bécs, Collegium Hungarycum „Magyar Narancs“
- 1996 - Eger,  Ifjúsági ház galéria „Pétervár“
- 1995 - Hold galéria,  „Pétervár“
- 1994 - Pozsony Magyar Kulturális Központ „Oroszország“
- 1993 - St. Luis, Public Policy Centers  „Kafka Prágája“
- 1991 - Tölgyfa galéria  „Leningrád“

### Könyvek
- szerk.: Suzanne Mészöly, Bencsik Barnabás: Polifónia – A társadalmi kontextus mint médium a kortárs magyar képzőművészetben 1993. november 1-30. hely-specifikus művek és installációk, Fekete-fehér fotókkal., Budapest: Soros Alapítvány Kortárs Művészeti Központ. ISBN 963-04-5167-0 (1993)
- Progresszív fotó, Déri Miklós (fényképészek között).szerk.: több: Időnk Eörsivel. Szellemkép. ISBN 978-963-7416-74-3 (1994)
- Lugosi Lugo László, Déri Miklós (fényképészek között).szerk.: Nádori Attila: Fényképművészet, Fekete-fehér fotókkal gazdagon illusztrált, Új Mandátum Könyvkiadó. ISBN 963-7476-30-X (1994)
- Winkler Róbert, Déri Miklós.Sárosi Zoltán (fotók).szerk.: Csejdy András: Kutyaszorító, Fekete-fehér fotókkal gazdagon illusztrálva., Kozmopolisz Rt. ISBN 963-85321-0-6 (1995)
- Keresztúry Tibor, Címlapfotó: Déri Miklós.szerk.: Parti Nagy Lajos: Reményfutam – Keleti kilátások. Budapest: Magyarnarancs.hu Lapkiadó Kft.. ISBN 963-002-899-9 (2000)
- Kővári Mária, Zsidai Péter, Fotók: Déri Miklós,  Hatlaczki Balázs. Ki van az álarc mögött? – Avagy ők is csak emberek, Fekete-fehér fotókat tartalmaz., Budapest: Prospero Communication Kft.. ISBN 963-229-631-1 (2006)
- több, Déri Miklós (fényképészek között).szerk.: több: Időnk Eörsivel, Fekete-fehér fotókkal illusztrálva. DVD-melléklettel., Budapest: Noran-Kiadó Kft.. ISBN 978-963-7416-74-3 (2007)
- több, Déri Miklós (fényképészek között).szerk.: Niedermüller Edina: Kuncze – Az elnök barátai és pályatársai szemével, Színes fotókkal., WISE'N HOUSE INST. ISBN 978-963-06-2038-3 (2007)
- Kis Péter, Déri Miklós (fényképészek között). Japánkert – Parkismertető, Fekete-fehér és színes fotókkal, illusztrációkkal., Budapest: Fővárosi Állat- és Növénykert (2009)
- Gyurcsány a konyhában, Déri Miklós. Urbán Ádám (fotók). Gyurcsány a konyhában, Színes fotókkal gazdagon illusztrálva, Budapest: Novotrade Kft.. ISBN 978-963-08-8061-9 (2013)
- szerk.: Oltai Kata: Arcok-Faces. Budapest: magánkiadás. ISBN 978-615-80232-9-0 (2016)
- Artner Szilvia, Déri Miklós. Ápolók – A IV-es osztály, Színes fotókkal illusztrált, Budapest: Légzéssel a Lélekért Alapítvány. ISBN 9786150018690 (2018)
- Déri Miklós.szerk.: Kincses Károly: Csak Képek. Budapest: Városháza Könyvek, 104. o.. ISBN 9789639669734 (2023)

### Publikációk, cikkek interjúk
- 2003/1-2 - Fotóművészet interjú: A riporterek szerint művész vagyok, a művészek szerint riporter – Beszélgetés Déri Miklóssal[2]
- 2015/4 - Fotóművészet interjú: A média átalakulása át fogja értékelni a fotós szerepét – Beszélgetés Déri Miklós fotóművésszel[28]
- 2017 - Így kell hősöket faragni[29]
- 2016
  - Meztelenül védik a ligetet[30]
  - Előítéletek helyett[31]
- 2015
  - Pengeéles arcképcsarnokot állított[27]
  - Kit látsz, ha egy romára nézel?[32]
  - Feketén–fehéren[33]
  - Maniere[34]
  - Egy csipetnyi Amerika a Tisza-parton[35]
  - Poszttraumás ellen-arcképrezsim[36]

## Díjai, elismerései
- André Kertész Nagydíj 2016[37][38]
- Budapest ösztöndíj, oklevél, 2017
- Józsefvárosi kultúráért kitüntetés 2021[39]